# Ickinger Weiher
Der Ickinger Weiher ist ein kleiner See am Rande der Gemeinde Egling (Landkreis Bad Tölz-Wolfratshausen) im bayerischen Oberland etwa fünf Kilometer nördlich von Wolfratshausen.
Der auch Eisweiher oder Ickinger Stausee genannte Weiher liegt auf einer Insel, nördlich wird diese von der Isar umflossen, südlich vom Mühltalkanal.
Am Südufer des flachen Weihers gibt es auf Kiesbänken eine vor allem von FKK-Anhängern genutzte unbewachte Badestelle, das restliche Ufer ist überwiegend von Schilf bewachsen. Das Wasser ist klar und schimmert oft bläulich.